# Schnelldampfer mit zwei Schrauben
Die britische Inman Line stellte 1888 mit der City of New York (III) den ersten Schnelldampfer mit zwei Schrauben in Dienst, er lief 20 Knoten. Darauf  entschloss sich die Hamburg-Amerikanische Packetfahrt-Actien-Gesellschaft (HAPAG) auch aufgrund der Probleme der Wassertiefe der Elbe für diese Lösung. Der Norddeutsche Lloyd  (NDL) entschloss sich erst 1895 Doppelschrauben-Schnelldampfer zu bestellen.

## HAPAG (1889–1904)
Der Vorstand der HAPAG beschäftigte sich seit 1883 intensiv mit der Frage des Schiffsantriebs der zukünftigen Schnelldampfer. Der Hauptgrund, auf den Antrieb mit zwei Schrauben überzugehen, lag an der begrenzten Wassertiefe der Elbe. Als kritische Größe galten 9.000 BRT, da die Fahrwasserverhältnisse der Elbe keine größeren Schiffe zuließen. Besondere Schwierigkeiten bereitete die Strecke von Hamburg bis Blankenese. Die dazu verfasste Denkschrift diente u. a. dazu, die Meinung, technische Umsetzung und Angebote von den Werften zu erhalten. Die Preise der Schiffe lagen 1884 zwischen 3,2 und 3,7 Millionen Mark. Die derzeit schwierige Lage der HAPAG, man befand sich gerade im Ratenkrieg mit der von Albert Ballin gelenkten Carr-Linie, verhinderte die Erteilung von Aufträgen. 1885 hatte man sich jedoch mit Carr geeinigt, Ballin wurde 1886 Passageleiter der HAPAG und überzeugte den Vorstand von der Notwendigkeit der Schnelldampfer.
Daher wurden vor der Ablieferung der Schiffe Eingaben an die Hamburger Behörden verfasst. Darin wurden die Behörden um die Schaffung von Hafenanlagen in Cuxhaven ersucht, um die Abfertigung der Schnelldampfer zu ermöglichen. Die Passagiere wurden in Cuxhaven bis zur Fertigstellung dieser Hafenanlagen 1889 auf Reede an Bord genommen. Außerdem wurde um Erlaubnis zur Ausbringung von zwei Bojen in der Elbe auf der Höhe von Brunshausen gebeten. Hier wurde die Ladung der neuen Schnelldampfer mit Leichtern gelöscht und neue Kohlen aufgenommen.
1887 wurden zwei dieser Schiffe beim Stettiner Vulcan und je eins bei Laird Brothers (Birkenhead) und Fairfield (Glasgow) bestellt. Das erste Schiff war die Normannia wie sie bis zum Stapellauf geplant war, sie wurde dann jedoch zu Ehren der deutschen Kaiserin Augusta Victoria genannt. Dieses Schiff wurde von der Vulcan-Werft als erster Schnelldampfer für die HAPAG am 1. Dezember 1888 zu Stapel gelassen und am 24. April 1889 in Dienst gestellt. Die Columbia kann als zweites Schiff von Laird Brothers und dann die Normannia von Fairfield. Der vierte und letzte Schnelldampfer wurde als Fürst Bismarck wieder vom Stettiner Vulcan abgeliefert.

## Norddeutscher Lloyd (NDL) (1881–1895)
Beim NDL, der um 1886 die weltgrößte Flotte von Schnelldampfern betrieb, war J. G. Lohmann der führende Mann nach H. H. Meier. Er brachte den NDL mit dem Ausbau der Schnelldampferflotte zur weltweit führenden Passagierreederei. Er war jedoch gegen den Zweischraubenantrieb bei Schnelldampfern, der seiner Meinung nach noch nicht ausgereift sei. 1887 erhielt der NDL mit der Lahn bereits den neunten Schnelldampfer der Flüsse-Klasse (5.100 BRT, 8.700 PSi, 18 Knoten). Als die HAPAG die Schnelldampfer mit zwei Schrauben in Auftrag gab, bestellte Lohmann beim Stettiner Vulcan noch zwei weitere Schnelldampfer (Spree und Havel, 7.000 BRT, 15.500 PSi, 18,5 Knoten) mit einer Schraube, die 1890/91 abgeliefert wurden. Die Spree wurde nach zwei Wellenbrüchen 1897 bis 1899 beim Stettiner Vulcan zum Zweischraubenschiff mit drei Schornsteinen umgebaut und in Kaiserin Maria Theresia umbenannt. Dabei erfolgte eine Vergrößerung von 7.000 auf 8.300 BRT und die Leistung wurde von 12.500 auf 17.300 PSi erhöht.
Lohmann starb 1892, sein Nachfolger wurde Heinrich Wiegand, der noch im selben Jahr den Doppelschraubendampfer H.H. Meier ankaufte und in der Folgezeit für die Reichspostdampferlinien Doppelschraubenschiffe bestellte (die Prinzendampfer und die Barbarossa-Klasse). 1895 schloss er mit der AG Vulcan, Stettin und den Schichau-Werken, Danzig Verträge für je einen Schnelldampfer ab. Beide Schiffe sollten zwei Propeller erhalten und laut Vertrag eine Durchschnittsgeschwindigkeit von 21 Knoten laufen, bei Nichterfüllung brauchte der NDL sie nicht übernehmen.
Die vom Vulcan gelieferte Kaiser Wilhelm der Große erfüllte die Bedingungen und war das größte und schnellste Passagierschiff der Welt. Sie war der erste von vier Vierschornstein-Schnelldampfern des NDL, die seinen Ruf als Schnelldampfer-Reederei festigten. Die von Schichau gebaute Kaiser Friedrich erfüllte trotz Nachbesserungen die Vertragsbedingungen nicht und wurde vom NDL nicht abgenommen. Auch die Versuche, das Schiff an die HAPAG zu verkaufen, scheiterten nach zehn Rundreisen über den Nordatlantik. Erst 1912 konnte die Kaiser Friedrich nach Frankreich verkauft werden.

## Schnelldampfer als Hilfskreuzer (1898–1905)
Die Einschrauben-Schnelldampfer Spree und Havel des NDL und die vier Schnelldampfer der HAPAG, so auch die in Großbritannien gebauten Normannia und Columbia waren aufgrund von Wünschen der Reichsregierung mit Decksverstärkungen und Unterzügen so konstruiert und gebaut worden, dass in kurzer Zeit eine Aufstellung von Geschützen möglich war.
Die Zusatzkosten wurden vom Reich nicht erstattet, hatten jedoch Vorteile, denn die Normannia und die Columbia wurden 1898 mit gutem Gewinn an Spanien verkauft. Beim Ausbruch des Spanisch-Amerikanischen Krieges (25. April 1898 – 12. August 1898) brauchte Spanien schnelle Schiffe als Hilfskreuzer. Die Schiffe wurden bewaffnet und liefen mit einem spanischen Entsatzgeschwader bis Port Said, wo dem Geschwader für die Weiterfahrt Richtung Philippinen die notwendigen Kohlen "aus Neutralitätsgründen" verweigert wurden. Nach Kriegsende wurden die Schiffe noch für die Rückführung spanischer Truppen aus Kuba eingesetzt.
Es war ein gutes Geschäft für die HAPAG, die die Columbia im Juli 1899 zu einem niedrigen Preis zurückkaufen konnte. Die Normannia wurde von Spanien nach Frankreich verkauft und war als L´Aquitaine vom Dezember 1899 bis zum September 1905 für die französische Compagnie Générale Transatlantique auf dem Nordatlantik im Einsatz.
1904 erwarb Russland vier Doppelschrauben-Schnelldampfer aus Deutschland: Die nach einer Verlängerung seit 1897 in Auguste Victoria umbenannte Augusta Victoria, die Columbia und die Fürst Bismarck der HAPAG sowie die Kaiserin Maria Theresia ehemals Spree des NDL, um sie als Hilfskreuzer im Russisch-Japanischen Krieg einzusetzen.
Die ehemalige Kaiserin Maria Theresia wurde als Hilfskreuzer Ural am 27. Mai 1905 in der Seeschlacht bei Tsushima versenkt. Sie war das erste Schiff der Welt mit einer Funkanlage von etwa 750 km Reichweite, die von Telefunken geliefert worden war. Ein großer Teil seiner Besatzung konnte allerdings von dem Begleitschiff Anadyr gerettet werden.
Kuban (ex. Auguste Victoria) und Terek (ex. Columbia) waren vor der Schlacht detachiert worden, um die Handelswege nach Japan zu stören. Die Kuban kehrte noch 1905 selbstständig nach Libau zurück. Die Terek wurde in Batavia interniert, war nach dem Friedensschluss im Winter in Wladiwostok und erst 1906 wieder in der Ostsee. Überlegungen, die Schiffe zivil zu nutzen, konnten nicht umgesetzt werden und sie wurden Anfang 1907 zum Abbruch verkauft.

## Schicksal derFürst Bismarck
Die Fürst Bismarck hatte die längste Dienstzeit der ersten deutschen Doppelschrauben-Schnelldampfer. Bei einer Kontrollfahrt als Hilfskreuzer Don in den Atlantik im Sommer 1904 waren erhebliche Probleme mit den Kesseln des Schiffes aufgetreten, was einen Marsch nach Fernost verhinderte. Sie wurde abgerüstet und kam als Moskau Ende April 1907 auf der Strecke Libau-Rotterdam-New York zum Einsatz. Nach nur vier Rundreisen wurde sie stillgelegt, da ein wirtschaftlicher Erfolg sich nicht einstellte. Im Juli 1909 übernahm die Österreichisch-Ungarische Kriegsmarine das Schiff in Stettin, um es als Mutterschiff für Zerstörer einzusetzen. Nach einem Umbau kam die ehemalige Fürst Bismarck im Mai 1910 als Gäa in den Dienst. 1915 wurde sie dann Mutterschiff für U-Boote in Cattaro. Beim Matrosenaufstand von Cattaro im Februar 1918 war die Gäa eines der Hauptschiffe der Aufständischen. Im November 1918 brachte sie tschechische und österreichische Matrosen der vom südslawischen Nationalrat übernommenen Marine nach Fiume und Pola, wo sie von den Italienern beschlagnahmt wurde.
Als San Giusto führte sie im Januar 1921 noch eine letzte Fahrt von Triest über Neapel nach New York durch. Dabei zeigte sich, dass der Rumpf des Schiffes in einem schlechten Zustand war. Man verzichtet auf weitere Einsätze und 1923–24 wurde sie bei der Firma Breda in Triest abgebrochen.